# Lin Hse Tsu
Lin Hse Tsu (chinês simplificado: 林则徐; chinês tradicional: 林則徐; pinyin: Lín Zéxú, Nome de cortesia: Yuanfu 元抚), (30 de agosto de 1785 - 22 de novembro de 1850), geralmente transcrito na literatura como Lin Zexu, foi um oficial chinês conhecido por seu papel na Primeira Guerra do Ópio (1839-42).

## Carreira
Forte oposição de Lin ao comércio de ópio foi um catalisador primário para a Primeira Guerra do Ópio. Ele é elogiado por sua posição constante no "alto nível moral" em sua luta, mas também é culpado por uma abordagem rígida que não deu conta das complexidades domésticas e internacionais do problema. O imperador endossou as políticas linha-dura e o movimento antidrogas defendido por Lin, mas colocou toda a responsabilidade pela desastrosa Guerra do Ópio resultante em Lin.

### A carta
Ele acusou os comerciantes estrangeiros de cobiçar o lucro e falta de moralidade. Seu memorial expressou o desejo de que o governante agisse "de acordo com o sentimento decente" e apoiasse seus esforços. Como ele acreditava que o ópio era proibido no Reino Unido, ele achou errado a rainha Vitória apoiá-lo na China. Ele escreveu:
Descobrimos que seu país é sessenta ou setenta mil li da China. O objetivo de seus navios ao vir para a China é realizar um grande lucro. Uma vez que esse lucro é realizado na China e é de fato retirado do povo chinês, como os estrangeiros podem retribuir o benefício que receberam enviando esse veneno para prejudicar seus benfeitores?
Eles podem não ter a intenção de prejudicar os outros de propósito, mas o fato é que eles são tão obcecados com o ganho material que não têm nenhuma preocupação com o dano que podem causar aos outros. Não têm consciência? Ouvi dizer que proíbe estritamente o ópio no seu próprio país, indicando inequivocamente que sabe quão nocivo é o ópio. Não deseja que o ópio prejudique o seu próprio país, mas opta por trazer esse prejuízo para outros países, como a China. Por que?
Os produtos originários da China são todos itens úteis. Eles são bons para alimentos e outros fins e são fáceis de vender. A China produziu um item que é prejudicial a países estrangeiros? Por exemplo, o chá e o ruibarbo são tão importantes para a subsistência dos estrangeiros que eles têm que consumi-los todos os dias. Se a China se preocupasse apenas com seu próprio benefício, sem mostrar qualquer consideração pelo bem-estar dos outros, como os estrangeiros poderiam continuar a viver?
Ouvi dizer que as áreas sob a sua jurisdição direta, como Londres, Escócia e Irlanda, não produzem ópio; em vez disso, é produzido em suas possessões indianas, como Bengala, Madras, Bombaim, Patna e Malwa. Nessas possessões, os ingleses não só plantam papoulas de ópio que se estendem de uma montanha a outra, mas também abrem fábricas para fabricar essa terrível droga.
À medida que os meses se acumulam e os anos passam, o veneno que produziram aumenta em sua intensidade perversa, e seu odor repugnante atinge tão alto quanto o céu. O céu está furioso de raiva, e todos os deuses estão gemendo de dor! Sugere-se que você destrua e lavre sob todas essas plantas de ópio e cultive culturas alimentares, enquanto emite uma ordem para punir severamente qualquer um que ouse plantar papoulas de ópio novamente.
Um assassino de uma pessoa está sujeito à sentença de morte; Imagine quantas pessoas o ópio matou! Esta é a lógica por trás da nova lei que diz que qualquer estrangeiro que traga ópio para a China será condenado à morte por enforcamento ou decapitação. Nosso propósito é eliminar esse veneno de uma vez por todas e em benefício de toda a humanidade.

—Lin Hse Tsu 
A carta não obteve resposta (fontes sugerem que foi perdida em trânsito), mas mais tarde foi reimpressa no London Times como um apelo direto ao público britânico.

## Morte

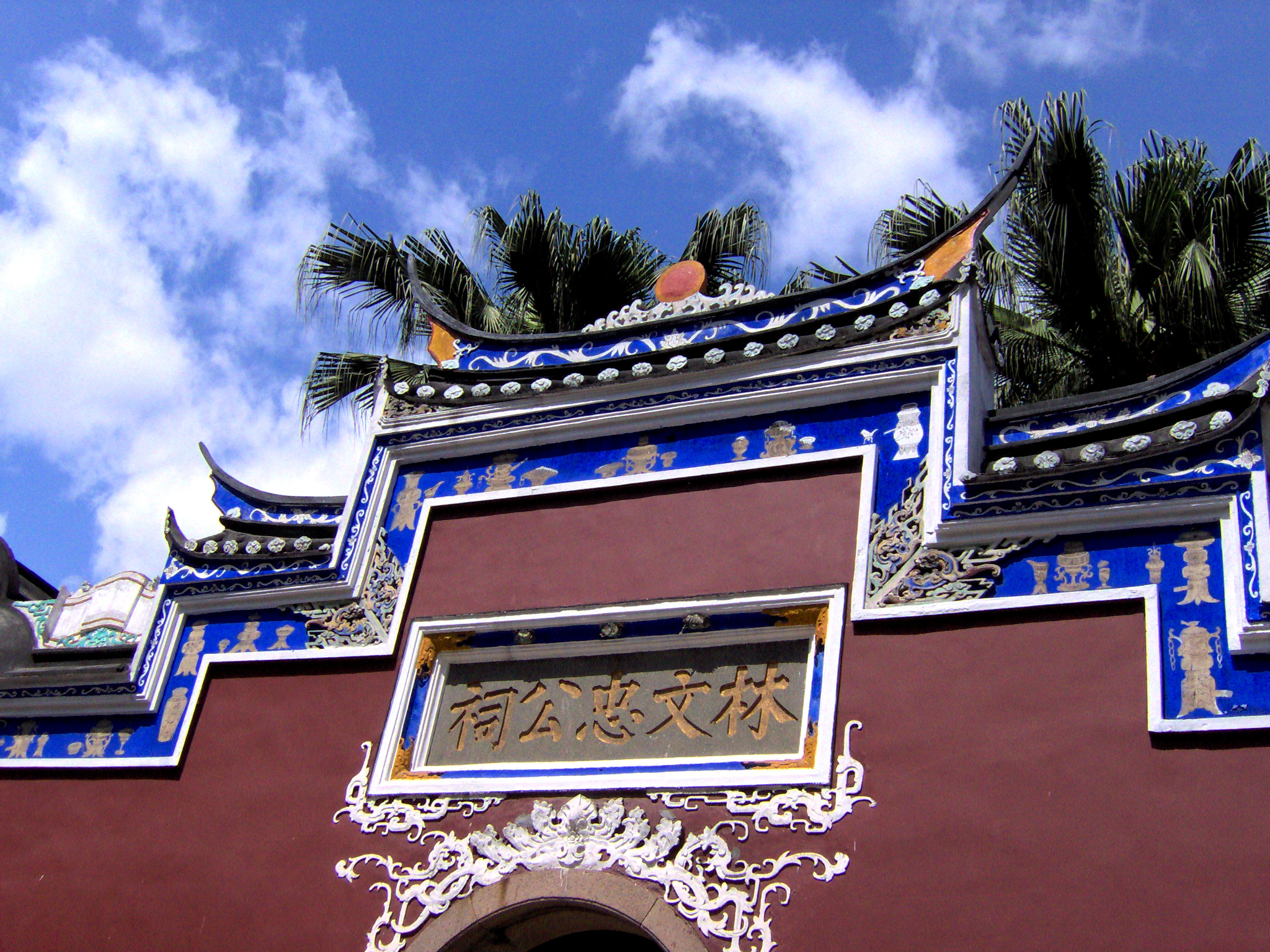
O Memorial Lin Zexu em Fuzhou de 2004

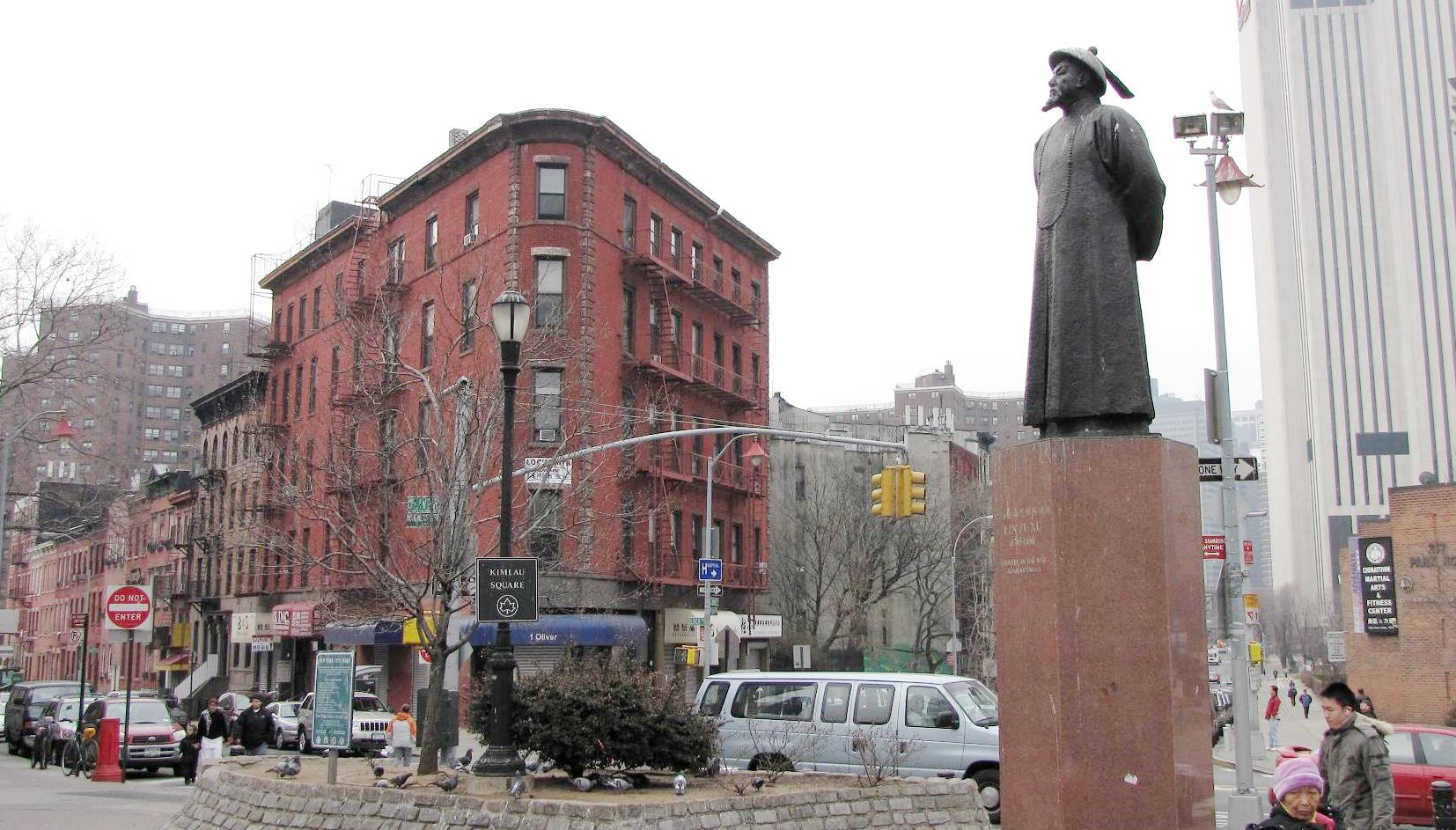
Estátua de Lin Zexu na Praça Chatham em Chinatown, Manhattan, Nova Iorque, Estados Unidos

Lin morreu em 1850 quando estava a caminho da província de Guangxi, onde o governo Qing o enviava para ajudar a acabar com a Rebelião Taiping. Embora ele tenha sido originalmente culpado por causar a Primeira Guerra do Ópio, a reputação de Lin foi reabilitada nos últimos anos da dinastia Qing, quando esforços foram feitos mais uma vez para erradicar a produção e o comércio de ópio. Tornou-se um símbolo da luta contra o ópio, com sua imagem exposta em desfiles, e seus escritos citados com aprovação pelos reformadores antiópio e antidrogas.

## Legado
Na China, Lin é popularmente visto como um herói nacional. O dia 3 de junho – o dia em que Lin confiscou os baús de ópio – é comemorado extraoficialmente como o Dia do Movimento de Supressão do Ópio em Taiwan, enquanto 26 de junho é reconhecido como o Dia Internacional contra o Abuso e Tráfico Ilícito de Drogas em homenagem ao trabalho de Lin. Monumentos a Lin foram construídos em comunidades chinesas ao redor do mundo. Uma estátua de Lin está na Praça Chatham em Chinatown, Nova Iorque, Estados Unidos. A base da estátua está inscrita com "Pioneiro na guerra contra as drogas" em inglês e chinês. 